# Folketingswahl September 1920
- Social.: 48
- Rad. V.: 18
- Sonst.: 2
- Venstre: 51
- Kons.: 27
- Erhverv.: 3

Die Folketingswahl am 21. September 1920 war die 35. Wahl zum Folketing, der zweiten Kammer des dänischen Parlaments. Nach den Wahlen im April und Juli war dies bereits die dritte Wahl in diesem Jahr. Ausgeschrieben wurde die Wahl am 10. September desselben Jahres. Die liberale Venstre verlor leicht an Stimmenanteilen, 
konnte sich insgesamt aber vor den Sozialdemokraten behaupten. Die Regierung Neergaard II der Venstre wurde fortgeführt. Neu im Folketing war nun auch ein Vertreter der Slesvigske Parti vertreten.
Im Vorfeld der Wahl wurde das Wahlalter von 29 auf 25 Jahre gesenkt. Zudem war es die erste Folketingswahl in Nordschleswig, das infolge der Volksabstimmung in Schleswig wieder zu Dänemark gehörte.

## Wahlmodus
Wahlberechtigt zur Folketingswahl waren alle dänischen Staatsbürger, die das 25. Lebensjahr vollendet hatten und einen Wohnsitz in Dänemark besaßen. Ein Mandat wurde auf den Färöern verteilt, 148 Mandate wurden im übrigen Dänemark in einer Verhältniswahl vergeben. Dabei wurden zunächst 117 so genannte Wahlkreismandate (kredsmandater) auf die 23 Groß- und Amtskreise (stor- og amtskredse) aufgetrennt und dort nach dem regionalen Stimmverhältnis verteilt. Anschließend wurden landesweit nochmals weitere 31 Ausgleichsmandate (tillægsmandater) ausgegeben, um den Stimmverhältnissen möglichst nahe zu kommen. Für diese Mandatsverteilung kamen jedoch nur Parteien in Betracht, die ein Wahlkreismandat errungen hatten oder in mindestens einem der drei Landesteile die Stimmzahl erreicht haben, die dem Anteil der gültigen Stimmen pro zu vergebendem Mandat entspricht.

## Ergebnisse

### Dänemark
Die Slesvigske Parti trat ausschließlich im Amtskreis Haderslev an. Seit dieser Wahl wurden in Dänemark 148 Mandate (zuvor 139) vergeben.
| Partei                                                          | Stimmen   | Prozent   | ± %       | Sitze     | ± Sitze   |
| --------------------------------------------------------------- | --------- | --------- | --------- | --------- | --------- |
| Venstre Liberale Partei                                         | 411.661   | 34,0 %    | −2,1      | 51        | ▬ 0       |
| Socialdemokratiet Sozialdemokraten                              | 389.663   | 32,2 %    | +2,2      | 48        | ▲ 6       |
| Det Konservative Folkeparti Konservative                        | 216.733   | 17,9 %    | −1,0      | 27        | ▲ 1       |
| Det Radikale Venstre Sozialliberale                             | 147.120   | 12,1 %    | +0,7      | 18        | ▲ 2       |
| Erhvervspartiet Berufspartei                                    | 027.403   | 02,3 %    | −0,4      | 03        | ▼ 1       |
| Slesvigske Parti Schleswigsche Partei                           | 007.505   | 00,6 %    | neu       | 01        | ▲ 1       |
| Frie Socialdemokrati Freie Sozialdemokraten                     | 006.460   | 00,5 %    | neu       | 0         | –         |
| Danmarks venstre-socialistiske Parti Linkssozialistische Partei | 005.160   | 00,4 %    | neu       | 0         | –         |
|                                                                 |           |           |           |           |           |
| Wahlberechtigte                                                 | 1.576.716 | 1.576.716 | 1.576.716 | 1.576.716 | 1.576.716 |
| Abgegebene Stimmen                                              | 1.214.256 | 1.214.256 | 1.214.256 | 1.214.256 | 1.214.256 |
| Gültige Stimmen                                                 | 1.211.695 | 1.211.695 | 1.211.695 | 1.211.695 | 1.211.695 |
| Wahlbeteiligung                                                 | 77,0 %    | 77,0 %    | 77,0 %    | 77,0 %    | 77,0 %    |

### Färöer
Auf den Färöern wurde abweichend am 30. Oktober gewählt. Als Vertreter von den Atlantikinseln zog erneut Andrass Samuelsen in den Folketing ein. 
| Kandidat                                    | Stimmen | Prozent |
| ------------------------------------------- | ------- | ------- |
| Andrass Samuelsen (Sambandsflokkurin)       | 3.243   | 60,2 %  |
| Símun Pauli úr Konoy (Sjálvstýrisflokkurin) | 2.142   | 39,8 %  |
|                                             |         |         |
| Wahlberechtigte                             | 9.593   | 9.593   |
| Abgegebene Stimmen                          | 5.396   | 5.396   |
| Gültige Stimmen                             | 5.385   | 5.385   |
| Wahlbeteiligung                             | 56,2 %  | 56,2 %  |